# NGC 6780
NGC 6780 is een balkspiraalstelsel in het sterrenbeeld Telescoop. Het hemelobject werd op 9 juni 1836 ontdekt door de Britse astronoom John Herschel.

## Synoniemen
- ESO 184-62
- AM 1918-555
- IRAS 19187-5552
- PGC 63151